# Aitaussaari (ö i Lappland)
Aitaussaari, enaresamiska: Gárdesuolu, är en ö i Finland. Den ligger i sjön Raittijärvi och i kommunen Enontekis i den ekonomiska regionen  Fjäll-Lappland  och landskapet Lappland, i den norra delen av landet, 1 000 km norr om huvudstaden Helsingfors. Öns area är 1,2 hektar och dess största längd är 200 meter i nord-sydlig riktning.